# Defanovka
Defanovka (en rus: Дефановка) és un poble del krai de Krasnodar, a Rússia. Es troba als vessants meridionals de l'extrem oest del Caucas occidental, a la vora esquerra del riu Defanovka, a 43 km al nord-oest de Tuapsé i a 69 km al sud de Krasnodar, la capital.
Pertany al municipi de Djubga.